# Gerd Sachs
Gerd Sachs (* 22. April 1961) ist ein ehemaliger deutscher Fußballspieler.

## Karriere
Der Torwart spielte von 1985 bis 1988 für die BSG Motor Weimar in der DDR-Liga. In der Saison 1988/89 war er bei Rot-Weiß Erfurt in der DDR-Oberliga. Im zweiten Halbjahr 1989 gehörte er zum Kader der BSG Union Mühlhausen, kehrte aber für die Rückrunde nach Erfurt zurück. Nach der Wende schloss er sich dem Zweitligisten SC Freiburg an. In der Winterpause 1991/92 erhielt Sachs nach einer Verletzung Anabolika-Spritzen und wurde nach einem positiven Test vom Klub bis Saisonende suspendiert. 1992/93 stand er dann beim SSV Jahn Regensburg in der Bayernliga unter Vertrag.